# Brian Mushimba
Brian Mushimba (* 7. November 1974) ist ein sambischer Politiker der Patriotic Front (PF).

## Leben
Mushimba absolvierte zunächst ein Studium der Ingenieurwissenschaften, das er mit einem Bachelor of Science (B.Sc. Engineering) beendete. Ein postgraduales Studium im Fach Management beendete er mit einem Master of Business Administration (M.B.A.), während er ein weiteres postgraduales Studium für Ingenieurmanagement mit einem Master of Science (M.Sc. Engineering Management) abschloss. Er war als Ingenieur tätig.
Er wurde bei der Wahl am 11. August 2016 als Kandidat der Patriotic Front (PF) erstmals zum Mitglied der Nationalversammlung Sambias gewählt und vertritt den Wahlkreis Kankoyo. Bereits kurz nach seiner Wahl wurde er von Präsident Edgar Lungu als Nachfolger von Kapembwa Simbao zum Minister für Kommunikation und Transport in dessen Kabinett berufen.